# Arbetartidningen
Se arbetartidning för det allmänna begreppet.

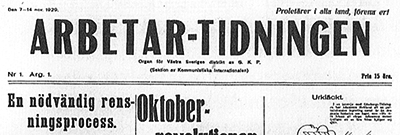
Arbetartidningen 1929

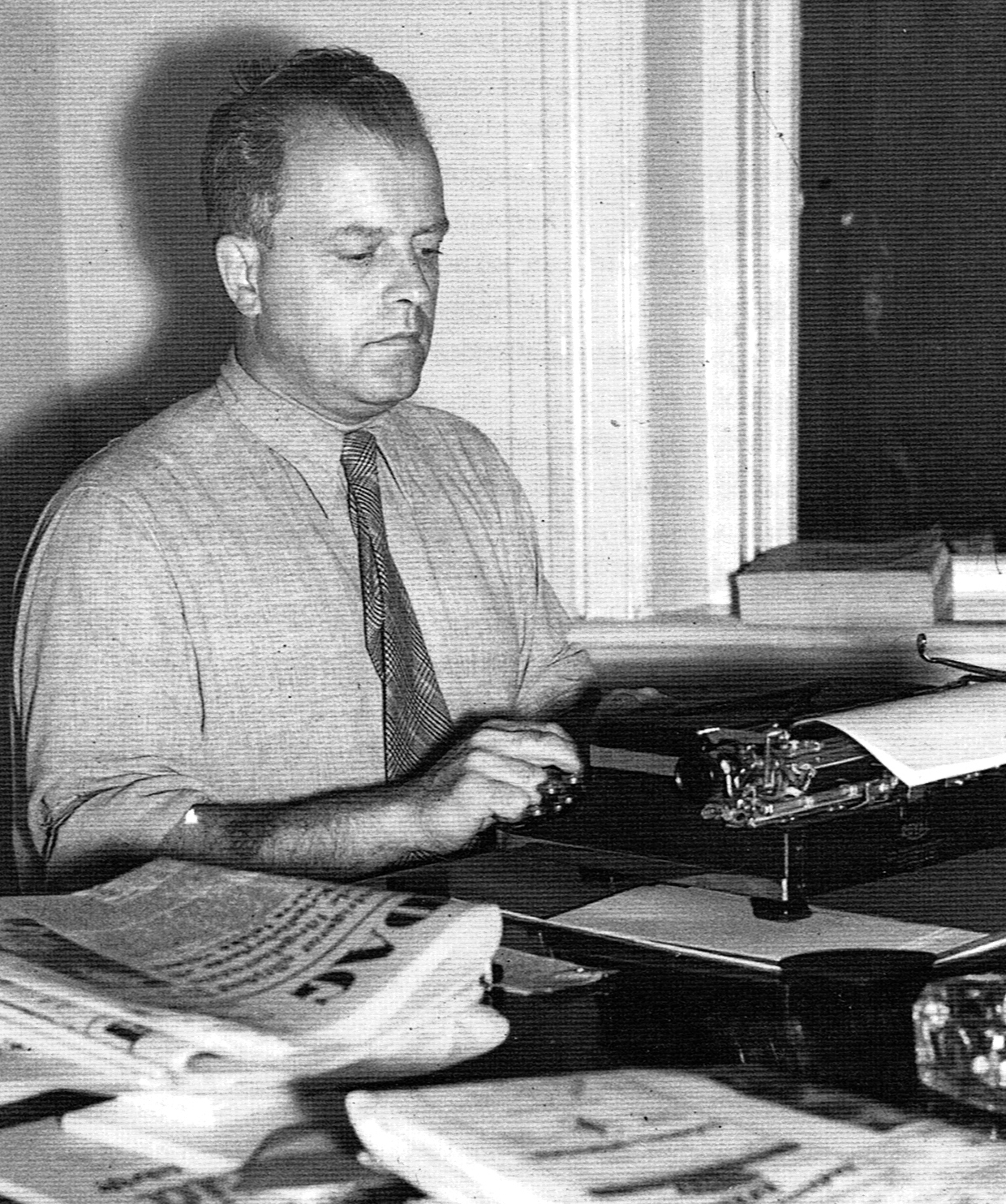
Nils Holmberg på redaktionen Andra Långgatan 20

Arbetartidningen var en svensk dagstidning knuten till Sveriges kommunistiska parti (sedermera Vänsterpartiet kommunisterna), grundad 1929, med redaktion i Göteborg. Den uppgick 1974 i Ny Dag, men en utgåva med visst lokalt material utgavs 1974–1982 med titeln Arbetartidningen Ny Dag. 

## Bakgrund
Tidningen startades efter partisprängningen 1929, då den falang som kallades kilbomarna tog kontroll över partitidningen Väst-Svenska Kuriren, vilken kom att bli organ för Socialistiska partiet. I dess ställe grundade de så kallade sillénarna inom Sveriges kommunistiska parti i Göteborg Arbetartidningen som utkom med sitt första nummer den 7 november 1929, datumet för ryska revolutionens utbrott.

## Krigsåren
Arbetartidningen blev under andra världskriget Sveriges mest konfiskerade tidning. Den beslagtogs 34 gånger och i tre av fallen åtalades utgivaren, vilket ledde till två fällande domar: två månaders fängelse respektive fem månaders straffarbete. Tidningen belades i mars 1940 med transportförbud, vilket innebar att den inte fick transporteras med offentliga kommunikationsmedel som SJ eller säljas i butiker och kiosker. Eftersom tidningen trycktes på Ny Dags tryckeri i Stockholm blev det omöjligt att sprida den till prenumeranterna. Man stencilerade några nummer, men lyckades därefter lägga över tryckningen på Örtenblad & Möllers boktryckeri i Göteborg (som även hade tryckt veckotidningen på 1930-talet). Man försökte kringgå transportförbudet genom att partimedlemmar och sympatisörer distribuerade tidningen privat. Då transportförbudet hävdes oktober 1943, flyttades tryckningen tillbaka till Stockholm.   

## Utgivning och ekonomi
De första åren var AT veckotidning, men blev i oktober 1939 fram till december 1964 eftermiddagstidning som utkom sex dagar i veckan. Från november 1949 trycktes tidningen i Göteborg fram till 1958 då man återgick till att använda Ny Dags tryckeri i Stockholm. Även de redaktionella samarbetet utökades. Ekonomin var dålig trots bidrag från fackklubbar och partiföreningar och systematiska insamlingar under namnet Arbetar-Tidningens fasta försvar bedrevs. En allt större del av det redaktionella materialet kom efterhand att produceras i Stockholm och från 1958 var AT i realiteten en avläggare till Ny Dag med visst lokalt material. Även tryckningen flyttades till Stockholm. Från 1965 blev AT åter veckotidning, avbrutet av ett tillfälligt experiment med tvådagsutgivning, som emellertid snart måste upphöra. 
Upplagan under kriget beräknas ha varit omkring 7 000 exemplar. Toppnoteringen 13 000 uppnåddes kring 1950. 

## Redaktörer[1]
- 1932–1944-10-24: Nils Holmberg
- 1944-10-25–1948-01-31: Sven Landin
- 1948-02-01–1951-04-16: Gunnar Hansson
- 1951-04-17–1967-11-24: Gunnar Adolfsson
- 1967-12-01–1974-09-27: Ingemar Svensson
- 1974-10-02–1982-12-31: Ingemar Andersson (för Arbetartidningen Ny Dag)